# Álvaro Herrera Calderón
Álvaro Herrera Calderón (Bogotá, 13 de diciembre de 1919-Bogotá, 5 de mayo de 1979) fue un oficial del Ejército Nacional de Colombia, del cual fue comandante entre 1970 y 1974.
Bajo su mando como Comandante del Ejército Nacional, se crearon en 1970, las Fuerzas Especiales. Participó en la dirección de la Operación Anorí, contra el a Ejército de Liberación Nacional (ELN) en 1973. Fue sucedido en 1974 por Álvaro Valencia Tovar. Fue director de la Revista Fuerzas Armadas.
Entre otros cargos desempeñados fue embajador en Costa Rica, Ministro de Defensa encargado.

## Biografía
Álvaro Herrera Calderón nació en Bogotá, en diciembre de 1918, en el seno de una familia de la aristocracia colombiana.
Fue capitán durante La Violencia, y se le encargó la persecución de las guerrillas liberales de los Llanos Orientales, a finales de los años 50. Como Coronel, la Escuela de Caballería pasó a ser el Grupo de Caballería Granaderos.